# میان‌زیاگان خاک

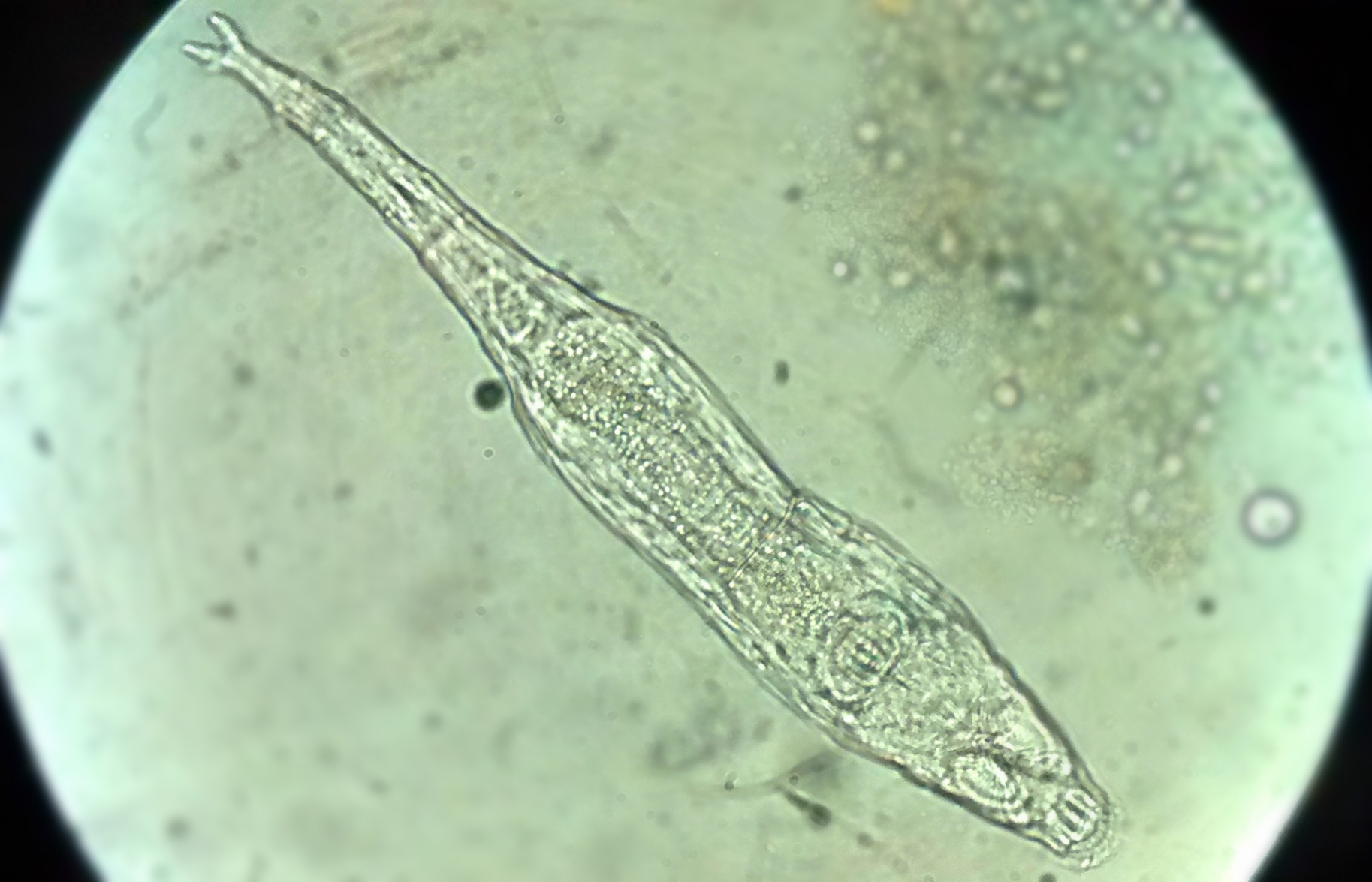
نمای میکروسکوپی روتیفرا

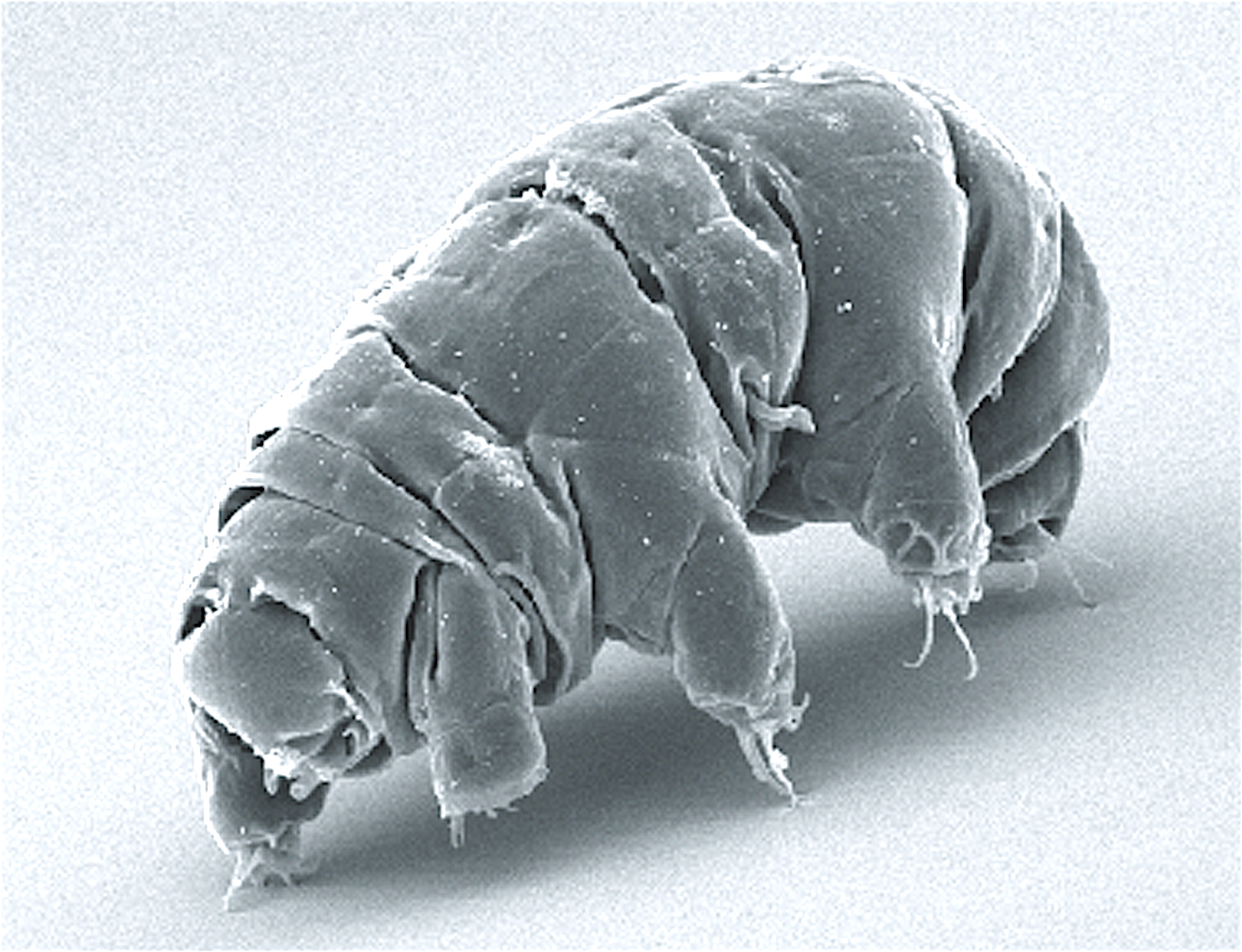
تصویر SEM از Milnesium tardigradum در حالت فعال - journal.pone.0045682.g001-2

میان‌زیاگان خاک (به انگلیسی: Soil mesofauna) بی‌مهرگانی با اندازه بین ۰٫۱ میلی‌متر تا ۲ میلی‌متر هستند، که در خاک یا در یک لایه بستر بر روی سطح خاک زندگی می‌کنند. اعضای این گروه شامل نماتدها، کنه‌ها، دم‌فنری (collembola)، سرقیفی‌ها، خردپایان، چرخان‌تباران، کرم‌های خاکی، خرس‌های آبی، عنکبوت‌های کوچک، کژدم‌نماسانان، اپیلیون‌ها (دروگرها)، کروه‌های کوزه مانند کرم‌های گلدان، حشره‌های کوچک و غیره هستند. آنها نقش مهمی در چرخه کربن دارند و احتمالاً تحت تأثیر تغییرهای اقلیمی قرار خواهند گرفت.
میان‌زیاگان خاک از طیف گسترده‌ای از مواد از جمله جانوران دیگر خاک، میکروارگانیسم‌ها، مواد جانوری، مواد گیاهی زنده یا در حال پوسیدن، قارچ‌ها، جلبک‌ها، گلسنگ‌ها، هاگ‌ها و گرده تغذیه می‌کند. گونه‌هایی که از مواد گیاهی پوسیده تغذیه می‌کنند، کانال‌های زهکشی و هوادهی در خاک را با حذف ریشه باز می‌کنند. مواد مدفوع میان‌زیاگان خاک در کانال‌هایی برجای می‌ماند که می‌تواند توسط جانوران کوچکتر تجزیه شود.